# Powiat Hohensalza
Ten artykuł należy dopracować:

przedstawiono sytuację tylko z niemieckiej perspektywy – artykuł powinien być przekrojowy.
Pomóż go poprawić. 
Powiat Hohensalza, do 1904 Powiat Inowrazlaw (niem. Landkreis Hohensalza, Kreis Hohensalza, Landkreis Inowrazlaw, Kreis Inowrazlaw; pol. powiat inowrocławski) - dawny powiat pruski, znajdujący się od 1818 do 1918 (formalnie do 1920) w granicach rejencji bydgoskiej w Prowincji Poznańskiej, a w latach 1939-1945 do rejencji inowrocławskiej Okręgu Rzeszy Kraj Warty. Teren dawnego powiatu należy obecnie do Polski stanowiąc część województwa kujawsko-pomorskiego. Siedzibą władz powiatu było miasto Inowrocław (Inowrazlaw).

## Historia
Tereny dawnego powiatu po I rozbiorze Polski od 1772 do 1807 należały do Obwodu Nadnoteckiego w prowincji Prusy Południowe. Powiat powstał 1 stycznia 1818 pod nazwą Kreis Inowrazlaw. 1 lipca 1886 z południowej części powiatu z miastami Strzelno (Strelno) oraz Kruszwica (Kruschwitz) wyodrębniono nowy powiat Strelno. W 1904 nazwę powiatu zmieniono na Kreis Hohensalza. Podczas powstania wielkopolskiego Polacy zajęli niemal cały obszar powiatu. Traktat wersalski usankcjonował ten stan, włączając teren powiatu do Polski. W 1939 powiat inowrocławski już jako Landkreis Hohensalza został przyłączony do III Rzeszy, do rejencji inowrocławskiej Okręgu Rzeszy Kraj Warty.